# Barbitistes constrictus
Barbitistes constrictus (лат.) — вид кузнечиков из подсемейства Phaneropterinae.

## Описание
Это насекомые с пестрой рыжевато-зеленой окраской верхней части тела и черным брюшком. Надкрылья укорочены; у самца — рыжие, у самки — зеленые, с желтой каймой снаружи. По низу задних бедер проходит желтая полоска. Длина тела самца 14-16 мм, самки 16-20 мм (яйцеклад 9-11 мм). Самка откладывает по 2-3 яйца в сухой песок или лесную подстилку. Из яиц в начале мая появляются личинки.

## Распространение
Этот вид распространен в Европе, в ареале роста сосны обыкновенной примерно до 56° с. ш. Встречается в Австрии, Беларуси, Центральной европейской части России, Чехии, Эстонии, Германии, Венгрии, Калининградской области, Латвии, Литве, на севере европейской части России, северо-западе европейской части России, Польше, Румынии и Словакии.

## Экология
Повреждает кору, хвою и верховые почки молодых веток сосны; особенно вредят личинки, подгрызая хвою у основания. Она быстро засыхает и опадает.